# 长安镇 (东莞市)
长安镇，是中国广东省东莞市下辖的一个镇，位于东莞市南端，东邻深圳市，南临珠江口，西连虎门镇和滨海湾新区。区域面积79.69平方公里，下辖13个居民社区和2个新型社区，旅港同胞3万多人。 鎮人民政府駐德政中路218號。
2015年，中国国家发改委印发《国家新型城镇化综合试点方案》，广州、东莞等地列入试点范围。其中东莞将试点虎门镇和长安镇撤镇设市，赋予两市县级管理权限，但不配齐四套班子，不设街道办。

## 历史
宋开宝五年（972年）立村，因此地为靖康盐场而得名靖康。当时靖康的境域西起双岗沥口（今厚街双岗涌口河），东接新安（今深圳市宝安南头）。清初，长安隶属缺口司。民国初归虎门行政公署。民国30年（1941年），锦厦乡绅李学斌等人在沙埔头筹建新圩，以其祖先为唐宗室之后且发端于长安（今西安）而冠名。建国初，同虎门合编为第六区，1950年，从第六区划出，称第十区，1955年改称长安区，1957年12月改称沙头大乡，1958年3月改称长安大乡，同年9月与虎门合并成立虎门人民公社。1961年7月，长安从虎门公社分出，成立长安人民公社，1983年撤社设区，1987年撤区建镇。

## 行政区划
长安镇下辖以下地区：
长盛社区、涌头社区、霄边社区、咸西社区、锦厦社区、新安社区、乌沙社区、新民社区、沙头社区、上沙社区、厦岗社区、厦边社区和上角社区。

## 经济
2020年，全镇实现生产总值801.95亿元，增长4.3%；工业总产值2355.3亿元，增长0.5%；社会消费品零售总额303.7亿元；市场主体超过12万户。作为中国电子信息产业重镇、中国机械五金模具名镇、广东省智能手机特色小镇，拥有以智能手机为核心的电子信息、机械五金模具两大特色产业集群。2020年，规上电子信息产值1709.1 亿元；规上机械五金模具产值322.9 亿元，增长8.2%。新动能培育初见成效，智能光学等新兴产业发展态势良好，2020年全镇智能光学规上企业产值有望超过70亿元。2020年底拥有国家高新技术企业589家，规上高技术制造业产值1496.8 亿元。企业品质优良，拥有OPPO、vivo、小天才、光宝、金宝、华茂等知名企业；产业借力金融提速发展，拥有劲胜、捷荣、万里马、祥鑫、宇瞳、胜蓝、奥普特等7家上市企业，A股上市企业数占全市约六分之一。2021年上半年，全镇实现生产总值408.9亿元，增长17.1%；工业总产值1399.2亿元，增长31.2%；社会消费品零售总额181.1亿元；市场主体达到12.6万户。

### 知名企业
步步高电子、OPPO电子、加多宝饮料、美泰玩具、金宝电子、真功夫、vivo等

## 交通
- 广深高速公路、 107国道、 358省道贯穿长安镇全境。

- 沿江高速连接深圳前海。

## 教育
- 长安实验中学、长安中学
- 中心小学、长安第一小学、长安第二小学、厦岗小学、金沙小学、乌沙小学
- 长安中心幼儿园

東安教育集團旗下的東安幼兒園、小學、中學